# Kapitein Teague
Kapitein Teague is een personage uit de filmserie Pirates of the Caribbean. Hij wordt gespeeld door Keith Richards, de gitarist van de Rolling Stones op wie Johnny Depp zijn rol van Jack Sparrow deels baseerde. Oorspronkelijk zou Teague al voorkomen in de tweede film, maar dit plan moest worden geschrapt aangezien Richards toen was opgenomen in een afkickcentrum. Later kwam hij alsnog in deel 3 en 4 voor.
De naam Teague is vermoedelijk een referentie aan de historische piraat Zwartbaard, wiens echte naam Edward Thatch, of Teach, was. Teagues uiterlijk is deels gemodelleerd naar Zwartbaard. Maar of dit echt waar is weet niemand aangezien in deel 4 de echte zwartbaard een grote rol speelt.

## Rol in de films
Teague is de vader van Jack Sparrow, de kapitein van de Black Pearl. Zelf is Teague kapitein van de Taming Terrence. Zijn vrouw, vermoedelijk Jacks moeder, is overleden, maar Teague draagt haar gekrompen hoofd altijd bij zich. Hoewel Jack zijn zoon is, zijn hij en Teague duidelijk van elkaar vervreemd.
Kapitein Teague is lid van de Broederschap Bijeenkomst. Hij was ooit de piratenleider van Madagaskar, maar is ten tijde van de film de hoeder en bewaker van het Wetboek voor Piraten. Hij neemt dit boek en de erin vermelde piratencode zeer serieus. Iedereen die in zijn bijzijn de code overtreedt of eraan twijfelt, schiet hij neer.
Teague heeft veel kennis over de eerdere bijeenkomsten van de Broederschap, wat doet vermoeden dat hij bij minimaal een van deze bijeenkomsten aanwezig was. Als dat waar is, is hij een stuk ouder dan zijn uiterlijk in de film doet vermoeden. Uit zijn dialoog met Jack kan worden afgeleid dat hij wellicht het geheim van onsterfelijkheid heeft ontdekt. Zo waarschuwt hij Jack dat het grootste probleem van onsterfelijkheid het feit is dat je altijd met jezelf moet zien te leven.
In de scène van de bijeenkomst van de piratenleiders speelt Teague een soort gitaar, een verwijzing naar het feit dat Keith Richards gitarist van de Rolling Stones is.
In de vierde film, On Stranger Tides, komt Teague zijn zoon te hulp in Londen, door hem te helpen ontkomen aan de Britse soldaten. Later praten ze wat bij in een kroeg, waar Teague Jack veel informatie geeft over de Fontein van de Eeuwige Jeugd. 
In vijfde film, Salazar's Revenge, is Teague te zien als jonge kapitein en wordt hij vertolkt door Alexander Scheer.

## Andere media
Buiten de films om speelt Teague ook mee in de boekenreeks Pirates of the Caribbean: Jack Sparrow en Pirates of the Caribbean: Legends of the Brethren Court.